# Chumbeque
El chumbeque es un dulce similar al turrón típico de las gastronomías del Perú y del norte de Chile.

## Descripción
El chumbeque contiene harina, manteca, yemas de huevo, ajonjolí, canela, sal, azúcar, y capas de miel (de higo, naranja, etc.). El chumbeque peruano es de color naranja intenso y difiere en algunos detalles del que se hace en el norte de Chile, especialmente en Iquique, donde no usa yemas, y en vez de manteca, usa aceite.
Este dulce, a diferencia de otros, se mantiene en el tiempo sin perder su consistencia y sabor. En términos alimenticios, es altamente nutritivo (sobre todo si contiene ajonjolí) y energético, alto en calorías y ácidos grasos insaturados y polinsaturados.

## Chumbeques por país

### Perú

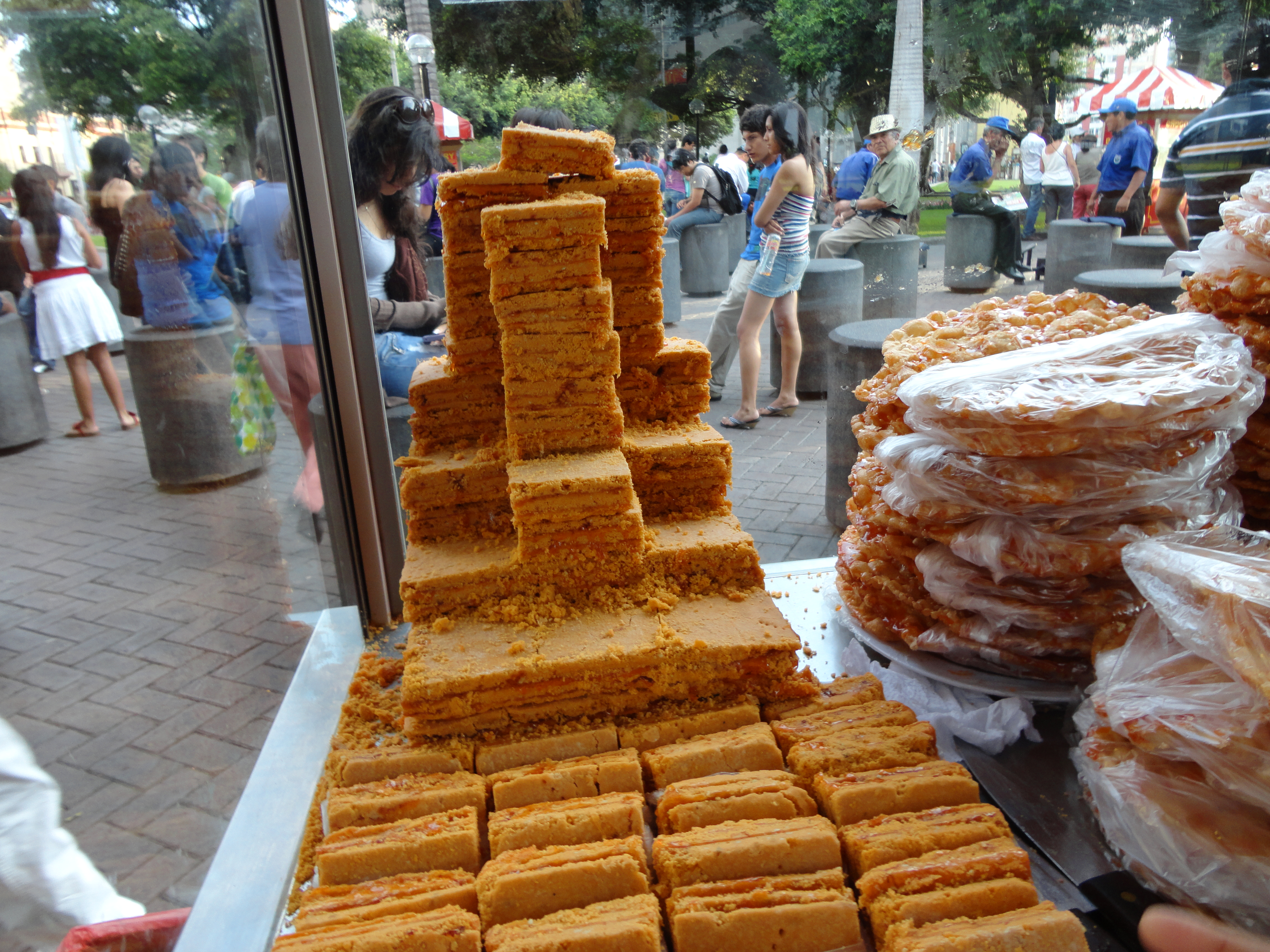
Chumbeques piuranos

En el Perú se cree que el origen del chumbeque se encuentra en la ciudad de Piura, a mediados del siglo XIX. Chumbeque es una palabra de raíz mochica (tal como Lambayeque, Jequetepeque, huerequeque, Reque, entre otras).[cita requerida] Este turrón se prepara en la costa norte peruana desde la época del Virreinato. Su arraigo en el coloquilismo no solo norteño sino nacional, dio nacimiento a la expresión "como se pide chumbeque", en referencia a "lo que algo debe ser".
Lingüística y semánticamente está expresado en la literatura peruana. Por ejemplo, en el año 1919 Víctor Morey publicaba Aventuras de Pepito y Chumbeque. Así mismo, en el año 1920 apareció un periódico titulado Chumbeque. Además se le menciona en canciones y décimas populares tradicionales. El Premio Nobel de Literatura Mario Vargas Llosa lo menciona en su novela Pantaleón y las visitadoras:

—Bien, vayan embarcando y a portarse como se pide chumbeque —hace adiós a las visitadoras Pantaleón Pantoja—.
Mario Vargas Llosa

La identidad de las ciudades de Piura y Sullana con los chumbeques es tal que periódicamente se realizan eventos vinculados, como la preparación del chumbeque más largo del mundo. Los chumbeques a lo largo del tiempo siempre han sido comercializados popularmente por dulceros ambulantes, y también se encuentran estos turrones norteños de característico color naranja, suave consistencia y delicioso sabor, caracterizados por su económico costo. En la feria gastronómica Mistura cada región peruana presentó sus dulces típicos, y la Región Piura estuvo representada por los chumbeques.

### Chile

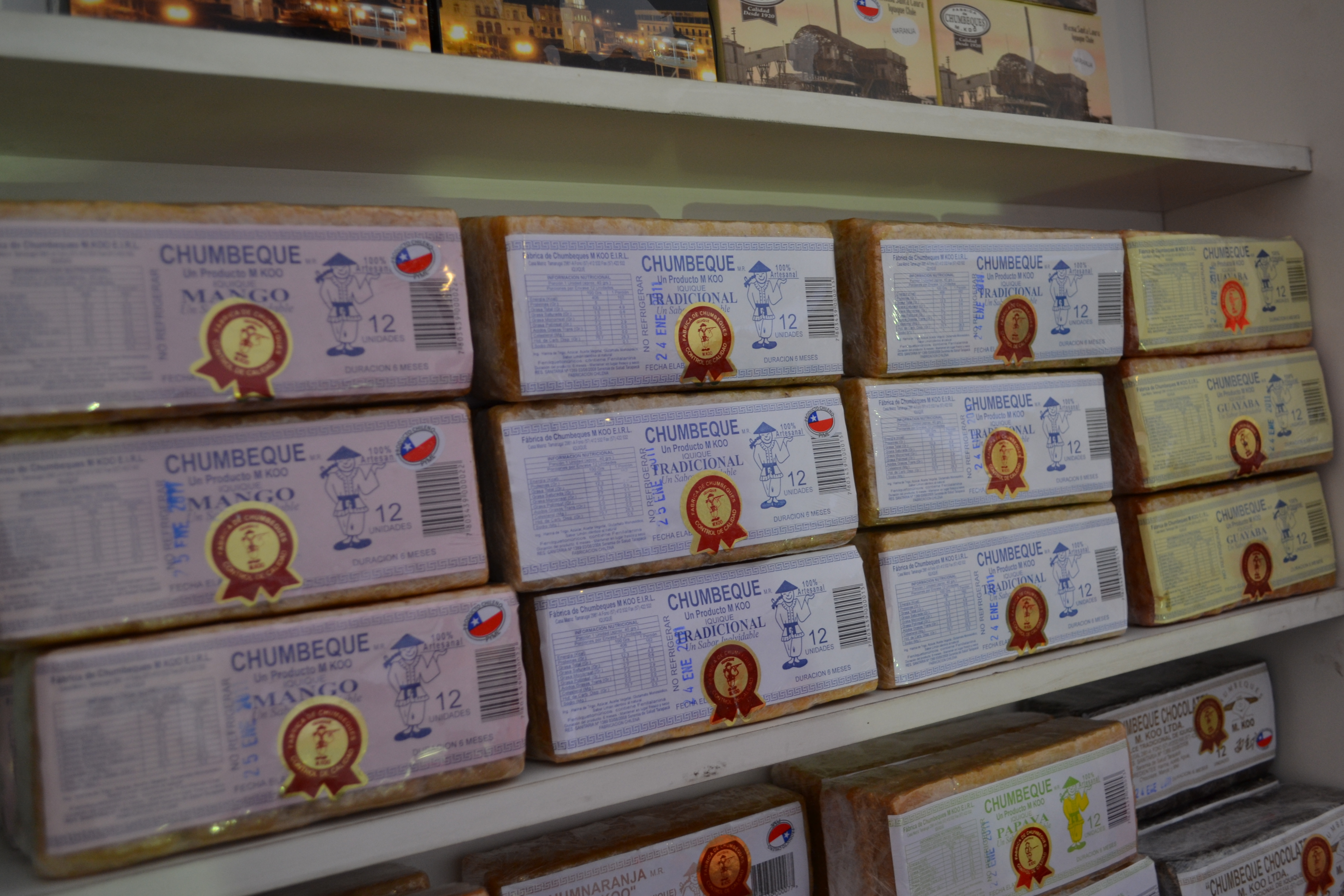
Chumbeque producido en Iquique, Chile.

En Chile, el chumbeque es un dulce tradicionalmente consumido en las regiones del Norte Grande, esto es, Arica y Parinacota, Tarapacá y Antofagasta. Actualmente el dulce está patentado a nombre de Arturo Mejía Koo, nieto de un matrimonio cantonés que por primera vez elaboró este afamado dulce.
En 1920, el cantonés Kaupolín Koo Kau se radicó en Iquique, donde españolizó su nombre a Ernesto Koo Flores. Debido a sus conocimientos de medicina china tradicional, se desempeñó como doctor de los trabajadores de las oficinas salitreras. Con el cierre inminente de éstas a causa del decaimiento de la producción de salitre, Koo decidió emigrar al pueblo de Pozo Almonte, donde conoció a su esposa, Petronila Bustillo Sandoval, quien era repostera. En ese lugar Koo conoció los tradicionales dulces o alfajores de Pica, y recordando unos dulces de porotos que un paisano suyo llamado Kung elaboraba en Cantón, Koo preparó sus dulces con lo que recordaba y dio así nacimiento a este nuevo dulce. Koo lo llamó Kung-Queque, y los lugareños lo españolizaron como chumbeque. Ambos habrían sido los creadores del dulce, mezclando una tradicional receta cantonesa con los productos de la zona del Norte Grande.
Por años, la familia Koo solo hizo ventas a pequeña escala. En 1952, el negocio pasó a manos de la hija del matrimonio, Ernestina Koo Bustillo, quien vivía en Iquique. Posteriormente, la tradición la mantuvieron los familiares Jorge y Gilberto Koo y, a finales de los años 1970, un sobrino de los encargados del negocio de chumbeques comenzó a trabajar en el rubro, quien actualmente posee una creciente fábrica que abastece a las regiones nortinas de Chile, la Región Metropolitana y también realiza envíos periódicos a Punta Arenas. En abril de 2013, la empresa fue desalojada de su propiedad; un tribunal adjudicó esta propiedad a la hermana del empresario Arturo Mejía, dueño del lugar, quien solicitó esta medida.